# Rigino Cicilia
Rigino Cicilia (ur. 23 września 1994 w Willemstad) – piłkarz z Curaçao z obywatelstwem holenderskim występujący na pozycji napastnika, od 2023 roku zawodnik czeskiego Slovácko.